# Data Becker
Die Data Becker GmbH & Co. KG war einer der ersten deutschen IT-Fachverlage sowie ein Unternehmen für Software und Computerzubehör mit Sitz in Düsseldorf. Im März 2014 stellte das Unternehmen seine Geschäftstätigkeit ein.

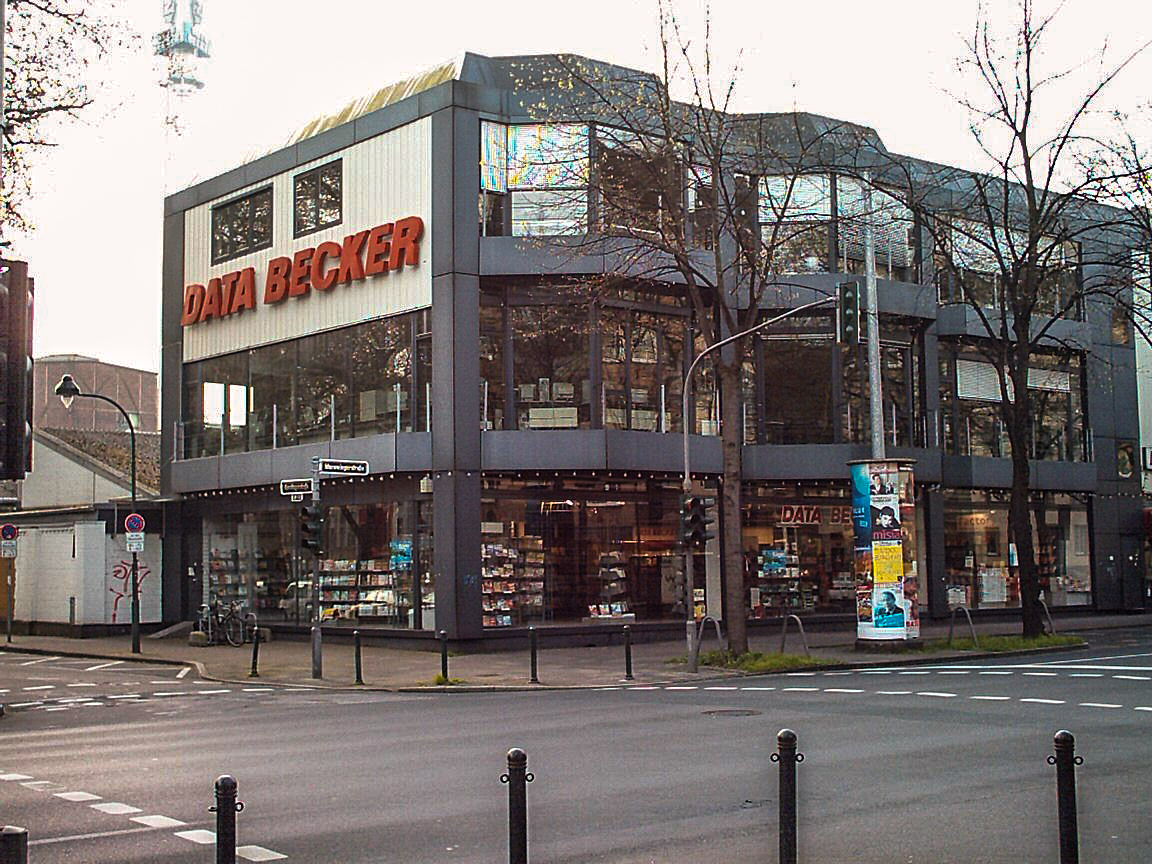
Ehemaliger Firmenhauptsitz in Düsseldorf-Bilk im Jahre 2004. Das Ladenlokal wurde 2011 aufgegeben sowie das Haus selbst nach der Schließung 2014 abgerissen.

## Geschichte
Das am 7. Januar 1981 von den Brüdern Achim und Harald Becker, Söhne des Düsseldorfer Autohändlers Wilhelm Becker, zunächst als Fachgeschäft für Computerzubehör gegründete Unternehmen stieg 1983 in das Verlagsgeschäft ein, nachdem Homecomputer wie der C64 kommerziell erfolgreich wurden, und veröffentlichte seitdem Software, IT-Literatur und Computer-Fachzeitschriften.
In den 1980er-Jahren wurde das Unternehmen auch dadurch bekannt, dass es unter anderem Detektive gegen Raubkopierer einsetzte.
1984 galt Data Becker als größter Computerfachverlag der Bundesrepublik und erwirtschaftete einen Umsatz von 39 Millionen D-Mark. 1996 erzielte man einen Umsatz von 113,5 Millionen DM. 2001 beschäftigte Data Becker rund 160 Mitarbeiter. Die Firmenzentrale von Data Becker befand sich in Düsseldorf-Bilk, die Zeitschriftenredaktion und der Buchverlag waren in unmittelbarer Nähe. Das Ladengeschäft wurde bereits 2011 aufgegeben.
Am 9. Oktober 2013 gab Data Becker bekannt, dass das Unternehmen zum 31. März 2014 den Betrieb einstellt. Der Support der aktuellen Softwareangebote sollte nach der Schließung durch andere Unternehmen weitergeführt werden.

## Produkte
Im Bereich Software veröffentlichte Data Becker zuletzt vor allem Programme für Internetprojekte (Website, Onlineshop, Community) und Privatanwender (System-Tools, Druckanwendungen und Planersoftware, „Goldene Serie“). Letzte Produkte im Software-Segment waren Web to date und PDF Professional. 2000 veröffentlichte man das von Related Designs entwickelte Computerspiel America: No Peace Beyond the Line. Ebenso wurden PC-Zubehör wie Tintenpatronen und Reinigungsprodukte angeboten. Produkte des Unternehmens wurden in mehreren europäischen Ländern sowie den Vereinigten Staaten vertrieben.
Der Verlag veröffentlichte Computerbücher für Anwender und Fachbücher zu Themen wie der Digitalfotografie. Monatlich erschien die Computer-Fachzeitschrift PC Praxis, die 1994 eine Auflage von 200.000 Exemplaren und im 1. Quartal 2012 von 61.800 Exemplaren hatte.
In unregelmäßigen Abständen wurden auch diverse monothematische Sondertitel veröffentlicht wie die Windows Intern (2004 bis 2013), Linux Intern (1998 bis 2013) und die eher Webdesigner und Programmierer ansprechende Internet Intern (2001 bis 2013). Zudem wurden regelmäßig Sonderhefte wie webselling (E-Commerce), Foto Praxis (Digitalfotografie) und Mac Praxis (Apple) veröffentlicht. Bereits vor der Schließung des Verlages wurden die Zeitschriftentitel PC Intern (von 1995 bis 2007) und Online Praxis (von 1996 bis 2002) eingestellt.
Ebenfalls erschien in der Reihe seit dem Jahr 2006 das Open Source Magazin mit DVD. In dieser Reihe erschien auch ein Sonderheft mit dem Titel Die besten Tipps zur Wikipedia.